# Milou
Milou är en fiktiv hund som tillhör Tintin och den presenterades redan i det första Tintin-äventyret, Tintin i Sovjet (1929).

## Framträdanden
Milou är i den tecknade serien skapad av belgaren Hergé reportern Tintins helvita hund. Milou har identifierats som en vit foxterrier; rasen var populär på 1920- och 1930-talen när Hergé skapade Tintin och flera illustrationer i Hergés arkiv visade att Hergé inspirerades av olika terriertyper när han skapade Milou.
Milou har sitt franska originalnamn efter smeknamnet på Hergés första flickvän, Marie-Louise Van Cutsem.
Milou har i de tidigare äventyren en mer framträdande roll, men efter kapten Haddock gjorde sin entré i serien får Milou en alltmer tillbakadragen roll i berättelserna.
Som redan sagts ovan, får Milou en mer tillbakadragen ställning i äventyren, han undanträngs av framför allt kapten Haddock. Trots att han syns mindre får han ett annat fokus på sig; ett exempel är Plan 714 till Sydney, där Milou blir beskjuten, sörjd och saknad, för att sedan dyka upp och bidra till att Tintin, Haddock och de andra kan befria sig själva. I Tintin hos gerillan har Milou en betydande nyckelroll för äventyrets fortsatta handling, detta som provsmakare av gerillasoldaternas mat.

## Personlighet
Milou är en lojal hund som alltid följer sin husse på hans äventyr, även om Milou själv inte är särskilt intresserad av dem. En typisk kommentar från Milou i början av albumen är att han varnar Tintin för kommande farligheter eller oroligt konstaterar att de håller på att bli insyltade i något. Ofta måste Milou hjälpa sin husse, typiskt när Tintin blivit tillfångatagen, men andra gånger ställer han till det för Tintin i sin jakt på mat eller genom att själv bli tillfångatagen. Milou glöms ibland bort även av Tintin; ett exempel är i Månen tur och retur (del 1) där han traskar omkring i raketbyggnadshallen iförd en (alldeles för stor) skyddsdräkt vilken skulle ha tagits av redan i reaktorhallen.
Det som kan avleda Milous fokus från sin husse är då han får möjlighet att:
- jaga katter,
- samla på ben,
- dricka whisky. Milou har nämligen fått smak på denna dryck och då gärna av samma märke som kapten Haddock, Loch Lomond. Vid flera tillfällen påträffas Milou berusad.

Han ”pratar” i seriealbumen, men i filmatiseringar och andra dramatiseringar säger han ingenting.

## Milou i översättning
- Arabiska: Milo "ميلو"
- Danska: Terry
- Engelska: Snowy
- Isländska: Tobbi
- Italienska: Milu
- Japanska: Milo
- Katalanska: Milú[2][3]
- Nederländska: Bobbie
- Norska: Terry
- Portugisiska: Milu
- Ryska: Melok
- Spanska: Milú
- Tyska: Struppi